# Dicerandra frutescens
Dicerandra frutescens là một loài thực vật có hoa trong họ Hoa môi. Loài này được Shinners mô tả khoa học đầu tiên năm 1962.